# Alcis repandaria
Alcis repandaria là một loài bướm đêm trong họ Geometridae.